# Poupata (film)
Poupata je český film z roku 2011, režijní debut Zdeňka Jiráského. Vypráví o Jardovi Hrdinovi, nádražním hradlaři závislém na hracích automatech, a jeho rodině.
Film získal hlavní cenu Český lev 2011 pro nejlepší film roku a další tři ocenění za nejlepší režii, nejlepší kameru a nejlepší mužský herecký výkon v hlavní roli pro Vladimíra Javorského. Nominován byl také za scénář, nejlepší ženský herecký výkon v hlavní roli pro Malgorzatu Pikus, střih, zvuk, hudbu a výtvarné řešení. Po úspěchu na Českých lvech se film k 8. březnu 2012 vrací do distribuce.

## Obsazení
| Vladimír Javorský   | Jarda    |
| Malgorzata Pikus    | Kamila   |
| Marika Šoposká      | Agáta    |
| Josef Láska         | Honza    |
| Kateřina Jandáčková | Magda    |
| Aneta Krejčíková    | Zuzana   |
| Jiří Maryško        | Cyril    |
| Vladimír Polívka    | Matěj    |
| Dana Syslová        | Prudká   |
| Edgar Dutka         | Dušánek  |
| Luboš Veselý        | Venda    |
| Otmar Brancuzský    | Richard  |
| Michal Nohejl       | Frankie  |
| Thi Minh Nguyen     | Hue      |
| Kim Son Nguyen      | Long     |
| Karel Zima          | Fotograf |

## Ocenění
Scénář získal před realizací filmu Cenu nadace RWE a Studia Barrandov. Film získal dvě ceny na Cenách české filmové kritiky 2011 za nejlepší kameru a za nejlepší mužský herecký výkon v hlavní roli pro Vladimíra Javorského. Kromě toho získal nominace v kategoriích nejlepší film, nejlepší režie, nejlepší scénář, nejlepší původní hudba a nejlepší ženský herecký výkon v hlavní roli pro Malgorzatu Pikus. Zdeněk Jiráský byl nominován na Cenu RWE pro objev roku.
Na cenách Český lev 2011 získal ceny za nejlepší film, nejlepší režii, kameru a mužský herecký výkon v hlavní roli pro Vladimíra Javorského. Nominován byl v kategoriích scénář, nejlepší ženský herecký výkon v hlavní roli pro Malgorzatu Pikus, střih, zvuk, hudba, výtvarné řešení, nominován byl také na cenu za nejlepší plakát.
Na filmovém festivalu v Chicagu film získal cenu pro začínající tvůrce New Director Competition a cenu Stříbrný Hugo. Film získal i cenu z festivalu v jihokorejském Pusanu.

## Recenze
- Kamil Fila, Aktuálně.cz, 15. prosince 2011
- Mirka Spáčilová, iDNES.cz, 16. prosince 2011
- Marcel Kabát, Lidovky.cz, 15. prosince 2011
- Hubert Poul, Moviezone.cz, 19. prosince 2011
- Jan Jaroš, Filmserver.cz, 14. prosince 2011
- Jan Gregor, Respekt.cz, 18. prosince 2011
- František Fuka, FFFilm, 28. listopadu 2011